# Bernd Voland
Bernd Voland (* 7. November 1939 in Jena) ist ein deutscher Professor für Geochemie.

## Biographie
Bernd Voland studierte nach dem Abitur 1957 an der Adolf-Reichwein-Oberschule in Jena an der Technischen Universität Bergakademie Freiberg bis 1963 Mineralogie. Die Promotion zum Dr. rer. nat. erfolgte 1967 mit seiner Arbeit „Zur Geochemie des Elementes Indium“ in der Arbeitsgruppe von Hans Jürgen Rösler. Für das Fachgebiet Geochemie wurde ihm 1982 die facultas docendi verliehen mit der darauf folgenden Promotion B bis 1984 zum Dr. sc. nat. mit einer Arbeit zum Thema: „Anthropogene Veränderungen der Geochemie der Landschaft - ein Beitrag zur Umweltgeochemie“. Anstelle des akademischen Grades Dr.sc.nat. und der erworbenen facultas docendi erfolgte 1991 die Verleihung des akademischen Grades Dr. rer. nat. habil.
Von 1969 bis 1971 arbeitete Voland als Gastdozent an der Universidad Autónoma Tomás Frias in Potosí, Bolivien, worauf er 1972 nach Freiberg zurückkehrte. Dort wirkte Bernd Voland bis 2004 als wissenschaftlicher Oberassistent, Dozent, ordentlicher Professor und später als Berater bei der HPC Harress Pickel Consult AG zu Altlasten, der Beurteilung geochemischer Prozesse des Verhaltens von Schadstoffen, speziell von Schwermetallen im Bereich der Böden, der Grund- und Fließgewässer sowie Deponien (Umweltgeochemie).

## Forschungsarbeiten
Neben dem Verhalten von Indium während geologischer Prozesse und seines Auftretens in Gesteinen endogener und exogener Bildungsbereiche wurden genetische Aspekte der spezifischen Indiumverteilung untersucht und ihre Anwendbarkeit auf petrologische Probleme überprüft. Neben Beiträgen zu Schadstoffen und Altlasten publizierte Bernd Voland zur Wissenschaftsgeschichte der Geochemie in der DDR.